# Катастрофа AS.350 в Ханты-Мансийском автономном округе
Катастрофа вертолёта Eurocopter AS.350 в Ханты-Мансийском автономном округе — авиационная катастрофа, произошедшая 29 ноября 2015 года в семи километрах от посёлка Кедровый Ханты-Мансийского автономного округа. В результате происшествия погибли 4 человека. Вертолёт по заказу Лукойла перевозил сотрудников нефтяной компаний «РИТЕК Белоярскнефть». Вертолёт принадлежал авиакомпании Скол.

## Пилоты и пассажиры
Пилоты: Александр Сулаев и Дмитрий Ломанцов.
Пассажиры: Илья Бурмистров и Сергей Попов.

## Ход событий
Вертолёт вылетел 29 ноября 2015 года в 10:41 с полигона города Сургут и следовал по маршруту Сургут — Средненазымское месторождение — Галяновское месторождение — Сургут. Первоначально на борту находилось 5 человек (два члена экипажа и три пассажира), одного пассажира вертолёт высадил на Галяновском месторождении. В 12:57 недалеко от посёлка Кедровый и реки Охлым вертолёт потерпел крушение. Обломки вертолёта обнаружил участковый. Тела пилотов были обнаружены в кабине вертолёта, тела пассажиров в 50 метрах от места крушения.

## Расследование
По данному факту возбуждено уголовное дело по части 3 статьи 263 УК РФ. Рассматриваются три версии: техническая неисправность, ошибка пилотирования, погодные условия. Следователи передали Межгосударственному авиационному комитету портфель с формулярами на воздушное судно, переносной и стационарный GPS-навигатор, блок управления двигателем. Изъяты образцы горюче-смазочных материалов для последующего экспертного исследования.
Окончательный отчет о катастрофе был опубликован 30 марта 2016 года. Согласно результатам расследования, причиной авиационного происшествия явилась потеря пилотом пространственной ориентировки в условиях ограниченной видимости и белизны снежного покрова, что привело к неконтролируемому снижению с креном и столкновению вертолета с покрытой льдом поверхностью реки. Сопутствующим фактором явилось выполнение полёта по ПВП на высоте ниже безопасной.